# Eclissi solare del 28 marzo 1968
L'Eclissi solare del 28 marzo 1968 è stato un evento astronomico che ha avuto luogo il suddetto giorno attorno alle ore 23:00 UTC. Tale evento ha avuto luogo nell'Oceano Pacifico sud-orientale, presso la punta meridionale del Sud America e in una parte dell'Antartide. L'eclissi del 19 maggio 1985 è stata la prima eclissi solare nel 1985 e la 194ª nel XX secolo. L'eclissi del 28 marzo 1968 è stata la prima eclissi solare nel 1968 e la 156ª nel XX secolo. La precedente eclissi solare ha avuto luogo il 2 novembre 1967, la seguente è avvenuta il 22 settembre 1968.
Il giorno della luna nuova (novilunio), la differenza tra le distanze apparenti di luna e sole osservate sulla terra è estremamente piccola. In tale momento, se la luna si trova in prossimità del nodo lunare, cioè uno dei due punti in cui la sua orbita interseca l'eclittica, si verifica un'eclissi solare. Quando vi è assenza di ombra e la penombra raggiunge parte dell'estremità settentrionale o meridionale della terra, si verifica un'eclissi solare parziale, che si verifica quindi presso le regioni polari della Terra.

## Percorso e visibilità
Questa eclissi parziale poteva essere vista a sud est della Polinesia, nel sud est del Cile, nell'Argentina meridionale e nelle zone antartiche dell'Oceano Pacifico.

## Eclissi correlate

### Eclissi solari 1968 - 1971
Questa eclissi è un membro di una serie semestrale. Un'eclissi in una serie semestrale di eclissi solari si ripete approssimativamente ogni 177 giorni e 4 ore (un semestre) in nodi alternati dell'orbita della Luna.